# Mickaël Buffaz
Mickaël Buffaz (født 21. maj 1979) er en schweizisk tidligere professionel cykelrytter.